# 第52回ゴールデングローブ賞
52nd Golden Globe Awards

1995年1月21日
映画賞（ドラマ部門）: 

 フォレスト・ガンプ/一期一会 
映画賞（ミュージカル・コメディ部門）: 

 ライオン・キング 
テレビシリーズ賞（ドラマ部門）: 

 Xファイル 
テレビシリーズ賞（ミュージカル・コメディ部門）: 

 そりゃないぜ!? フレイジャー
あなたにムチュー 
第52回ゴールデングローブ賞（だい52かいゴールデングローブしょう）は、1994年の映画とテレビ番組を対象としており、1995年1月21日に発表された。

## 受賞とノミネート一覧

### 映画

#### 主演男優賞（ドラマ部門）
- トム・ハンクス - 『フォレスト・ガンプ/一期一会』
  - モーガン・フリーマン - 『ショーシャンクの空に』
  - ポール・ニューマン - 『ノーバディーズ・フール』
  - ブラッド・ピット - 『レジェンド・オブ・フォール/果てしなき想い』
  - ジョン・トラボルタ - 『パルプ・フィクション』

#### 主演男優賞（ミュージカル・コメディ部門）
- ヒュー・グラント - 『フォー・ウェディング』
  - ジム・キャリー - 『マスク』
  - ジョニー・デップ - 『エド・ウッド』
  - アーノルド・シュワルツェネッガー - 『ジュニア』
  - テレンス・スタンプ - 『プリシラ』

#### 主演女優賞（ドラマ部門）
- ジェシカ・ラング - 『ブルースカイ』
  - ジェニファー・ジェイソン・リー - 『ミセス・パーカー/ジャズエイジの華』
  - ジョディ・フォスター - 『ネル』
  - ミランダ・リチャードソン - 『愛しすぎて/詩人の妻』
  - メリル・ストリープ - 『激流』

#### 主演女優賞（ミュージカル・コメディ部門）
- ジェイミー・リー・カーティス - 『トゥルーライズ』
  - ジーナ・デイヴィス - 『眠れない夜はあなたと』
  - アンディ・マクダウェル - 『フォー・ウェディング』
  - シャーリー・マクレーン - 『不機嫌な赤いバラ』
  - エマ・トンプソン - 『ジュニア』

#### 監督賞
- ロバート・ゼメキス - 『フォレスト・ガンプ/一期一会』
  - ロバート・レッドフォード - 『クイズ・ショウ』
  - オリバー・ストーン - 『ナチュラル・ボーン・キラーズ』
  - クエンティン・タランティーノ - 『パルプ・フィクション』
  - エドワード・ズウィック - 『レジェンド・オブ・フォール/果てしなき想い』

#### 作品賞（ドラマ部門）
- 『フォレスト・ガンプ/一期一会』
  - 『レジェンド・オブ・フォール/果てしなき想い』
  - 『ネル』
  - 『パルプ・フィクション』
  - 『クイズ・ショウ』

#### 作品賞（ミュージカル・コメディ部門）
- 『ライオン・キング』
  - 『プリシラ』
  - 『エド・ウッド』
  - 『フォー・ウェディング』
  - 『プレタポルテ』

#### 外国語映画賞
- 『カストラート』・ ベルギー
  - 『恋人たちの食卓』・ 台湾
  - 『王妃マルゴ』・ フランス
  - 『トリコロール/赤の愛』・ ポーランド/ スイス
  - 『活きる』・ 香港

#### 作曲賞
- 『ライオン・キング』 - ハンス・ジマー
  - 『フォレスト・ガンプ/一期一会』 - アラン・シルヴェストリ
  - 『インタビュー・ウィズ・ヴァンパイア』 - エリオット・ゴールデンサール
  - 『レジェンド・オブ・フォール/果てしなき想い』 - ジェームズ・ホーナー
  - 『ネル』 - マーク・アイシャム

#### 歌曲賞
- 「愛を感じて」 - エルトン・ジョン - 『ライオン・キング』
  - "The Color of the Night" - 『薔薇の素顔』
  - "Look What Love Has Done" - パティ・スマイス - 『ジュニア』
  - "Circle of Life" - エルトン・ジョン - 『ライオン・キング』
  - "Far Longer than Forever" - マドンナ - 『スワン・プリンセス/白鳥の湖』
  - "I'll Remember" - 『きっと忘れない』

#### 脚本賞
- 『パルプ・フィクション』 - クエンティン・タランティーノ
  - 『フォレスト・ガンプ/一期一会』 - エリック・ロス
  - 『フォー・ウェディング』 - リチャード・カーティス
  - 『クイズ・ショウ』 - ポール・アタナシオ
  - 『ショーシャンクの空に』 - フランク・ダラボン

#### 助演男優賞
- マーティン・ランドー - 『エド・ウッド』
  - ケヴィン・ベーコン - 『激流』
  - サミュエル・L・ジャクソン - 『パルプ・フィクション』
  - ゲイリー・シニーズ - 『フォレスト・ガンプ/一期一会』
  - ジョン・タトゥーロ - 『クイズ・ショウ』

#### 助演女優賞
- ダイアン・ウィースト - 『ブロードウェイと銃弾』
  - キルスティン・ダンスト - 『インタビュー・ウィズ・ヴァンパイア』
  - ソフィア・ローレン - 『プレタポルテ』
  - ロビン・ライト - 『フォレスト・ガンプ/一期一会』
  - ユマ・サーマン - 『パルプ・フィクション』

### テレビ

#### 主演男優賞（ドラマ部門）
- デニス・フランツ - 『NYPDブルー』
  - マンディ・パティンキン - 『シカゴ・ホープ』
  - ジェイソン・プリーストリー - 『ビバリーヒルズ高校白書』
  - トム・スケリット - 『ピケット・フェンス』
  - サム・ウォーターストン - 『ロー&オーダー』

#### 主演男優賞（ミュージカル・コメディ部門）
- ティム・アレン - Home Improvement
  - ケルシー・グラマー - 『そりゃないぜ!? フレイジャー』
  - クレイグ・T・ネルソン - Coach
  - ポール・ライザー - 『あなたにムチュー』
  - ジェリー・サインフェルド - 『となりのサインフェルド』
  - ギャリー・シャンドリング - The Larry Sanders Show

#### 主演男優賞（ミニシリーズ・テレビ映画部門）
- ラウル・ジュリア - 『バーニング・シーズン』
  - アラン・アルダ - 『死の渓谷』
  - ジェームズ・ガーナー - 『一日の旅路』
  - ルトガー・ハウアー - 『ファーザーランド/生きていたヒトラー』
  - サミュエル・L・ジャクソン - 『ウォール・オブ・アッティカ/史上最大の刑務所暴動』

#### 主演女優賞（ドラマ部門）
- クレア・デインズ - 『アンジェラ 15歳の日々』
  - キャシー・ベイカー - 『ピケット・フェンス』
  - ジェーン・シーモア - 『ドクタークイン 大西部の女医物語』
  - アンジェラ・ランズベリー - 『ジェシカおばさんの事件簿』
  - ヘザー・ロックリア - 『メルローズ・プレイス』

#### 主演女優賞（ミュージカル・コメディ部門）
- ヘレン・ハント - 『あなたにムチュー』
  - キャンディス・バーゲン - 『TVキャスター マーフィー・ブラウン』
  - ブレット・バトラー - Grace Under Fire
  - エレン・デジェネレス - Ellen
  - パトリシア・リチャードソン - Home Improvement

#### 主演女優賞（ミニシリーズ・テレビ映画部門）
- ジョアン・ウッドワード -  『一日の旅路』
  - カースティ・アレイ - David's Mother
  - アイリーン・ベダード - Lakota Woman: Siege at Wounded Knee
  - ダイアン・キートン - 『ラストフライト』
  - ダイアナ・ロス - Out of Darkness

#### 作品賞（ドラマ部門）
- 『Xファイル』
  - 『シカゴ・ホープ』
  - 『ER緊急救命室』
  - 『NYPDブルー』
  - 『ピケット・フェンス』

#### 作品賞（ミュージカル・コメディ部門）
- 『そりゃないぜ!? フレイジャー』
- 『あなたにムチュー』
  - Grace Under Fire
  - Home Improvement
  - 『となりのサインフェルド』

#### 作品賞（ミニシリーズ・テレビ映画部門）
- 『バーニング・シーズン』
  - 『ファーザーランド/生きていたヒトラー』
  - 『帰郷/荒れ地に燃える恋』
  - 『ロズウェル』
  - 『死の渓谷』

#### 助演男優賞
- エドワード・ジェームズ・オルモス - 『バーニング・シーズン』
  - ジェイソン・アレクサンダー - 『となりのサインフェルド』
  - フィヴァッシュ・フィンケル - 『ピケット・フェンス』
  - デヴィッド・ハイド・ピアース - 『そりゃないぜ!? フレイジャー』
  - ジョン・マルコヴィッチ - 『闇の奥』

#### 助演女優賞
- ミランダ・リチャードソン - 『ファーザーランド/生きていたヒトラー』
  - ソニア・ブラガ - 『バーニング・シーズン』
  - タイン・デイリー - Christy
  - ローラ・レイトン - 『メルローズ・プレイス』
  - ジェーン・リーヴス - 『そりゃないぜ!? フレイジャー』
  - ジュリア・ルイス＝ドレイファス - 『となりのサインフェルド』
  - ローリー・メトカーフ - Roseanne
  - リー・テイラー＝ヤング - 『ピケット・フェンス』
  - リズ・トレス - The John Larroquette Show